# Bolobo
Bolobo este un oraș în  provincia Bandundu, Republica Democrată Congo. În 2012 avea o populație de 33 067 de locuitori, iar în 2004 avea 27 166.